# Modrásek komonicový
Modrásek komonicový (Polyommatus dorylas) je druh denního motýla z čeledi modráskovitých (Lycaenidae). Rozpětí jeho křídel je 30 až 34 mm. Samci mají tyrkysově modrá křídla s úzkým tmavým lemem. Samice jsou hnědé a mají příkrajní oranžové skvrny, které jsou výraznější na zadních křídlech. Na rubu zadních křídel mají obě pohlaví bílou středovou skvrnu bez tmavého jádra.

## Výskyt

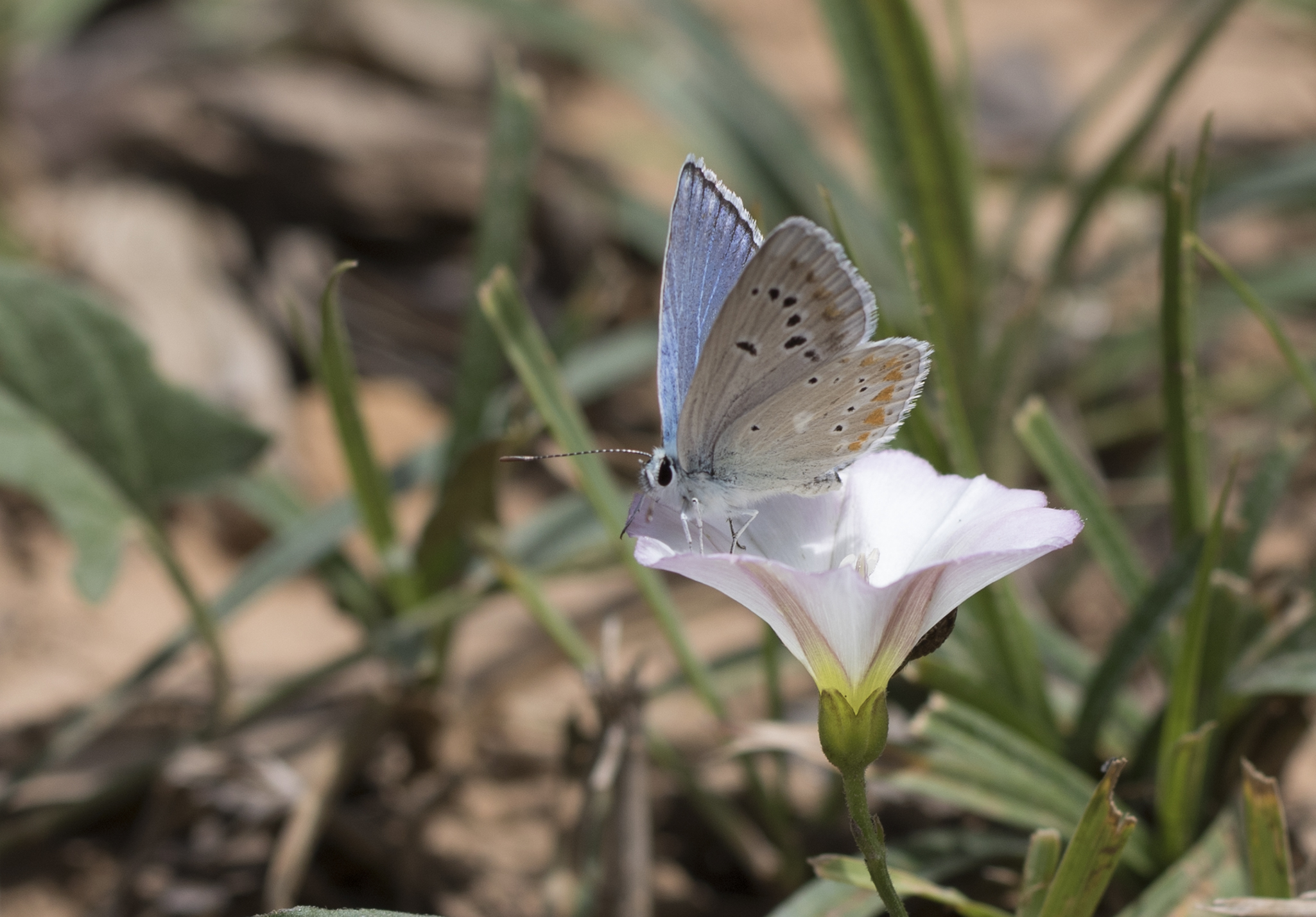
Na rubu zadního křídla je dobře patrná bílá středová skvrna bez tmavého jádra

Motýl je rozšířený od severovýchodního Španělska přes střední Evropu, Balkán, Turecko a jižní část Ruska až po Zakavkazsko. V České republice, kde je v současné době velmi vzácný, se v minulosti vyskytoval poměrně hojně v teplých oblastech. Motýl obývá suchá stanoviště jako například slunné kamenité stráně, skalní stepi, pastviny a suché úvozy.

## Chování a vývoj
Živnou rostlinou modráska komonicového je úročník bolhoj (Anthyllis vulneraria). Samice klade vajíčka jednotlivě na spodní stranu přízemních listů živné rostliny. Housenky, které jsou příležitostně myrmekofilní, zprvu vytvářejí okénkovité požerky, později přijímají listy a květy. Motýl je jednogenerační (monovoltinní). Dospělce lze zahlédnout od konce května do srpna. V nejteplejších lokalitách na jihu Moravy je motýl dvougenerační (bivoltinní). Dospělce lze zde zahlédnout od května do června a od července do srpna. Přezimuje housenka.

## Ochrana a ohrožení
V České republice je tento druh modráska kriticky ohrožen. V současné době se vyskytuje jen na jihovýchodní Moravě. Poslední populace v Čechách (na Českolipsku) vyhynula v roce 2010. Motýla ohrožuje především zarůstání a úbytek vhodných stanovišť a intenzivní pastva, při níž dochází k ničení jeho vývojových stádií.